# PMI-80

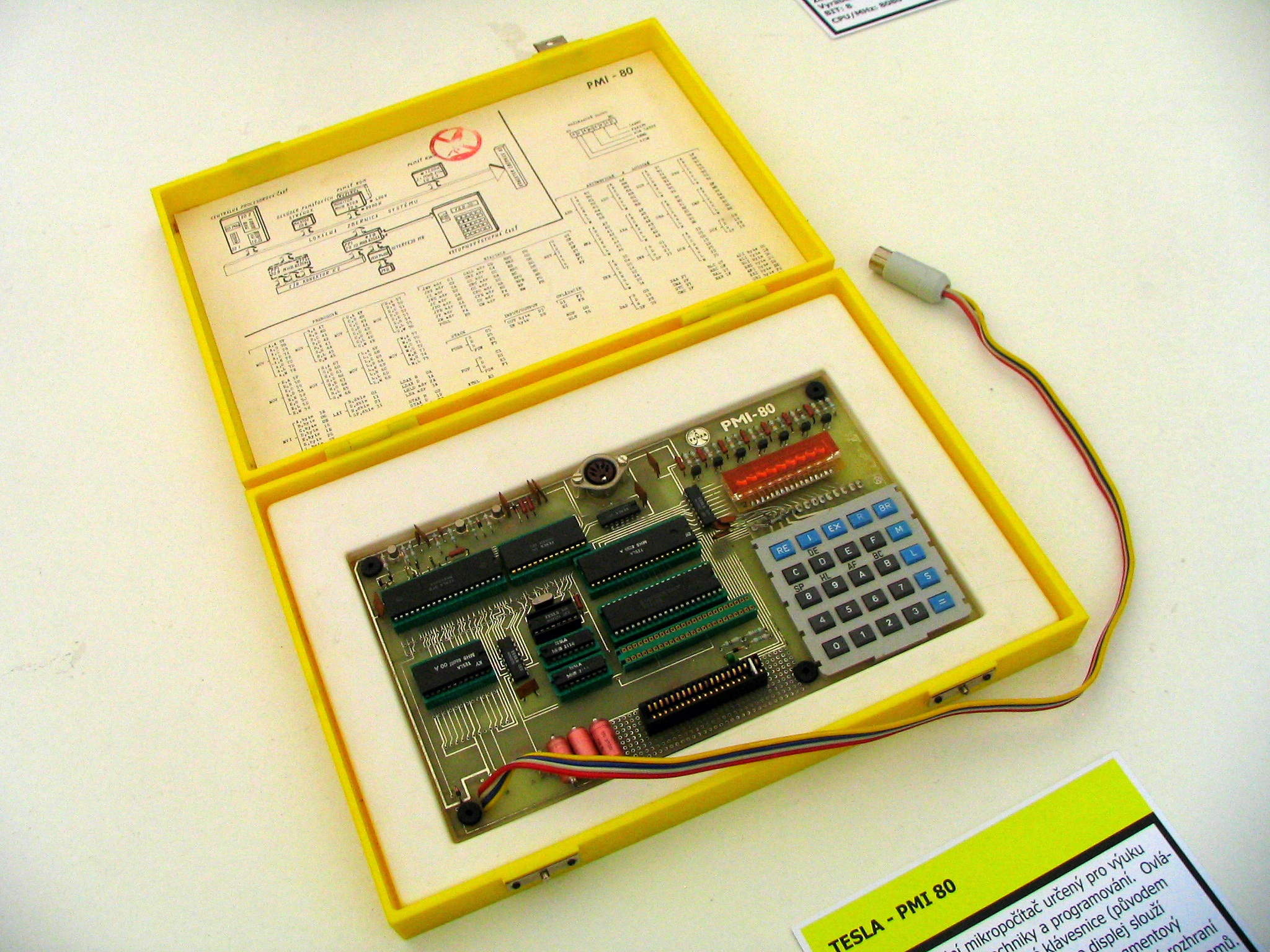
8bitový počítač PMI-80

PMI-80 byl jednoduchý jednodeskový mikropočítač vyráběný od roku 1982 firmou Tesla Piešťany v bývalém Československu. Měl jednoduchý LED displej o 9 znacích a 25 kláves. Používal procesor Tesla MHB 8080 (klon Intel 8080) taktovaný na frekvenci 1,11 MHz (10/9) a měl 1 kB paměti RAM i ROM. Byl určen pro výuku programování na středních elektrotechnických školách i polytechnických univerzitách. Používal se také k jednodušším řídícím aplikacím v průmyslu.